# Чистка в БААС (1979)

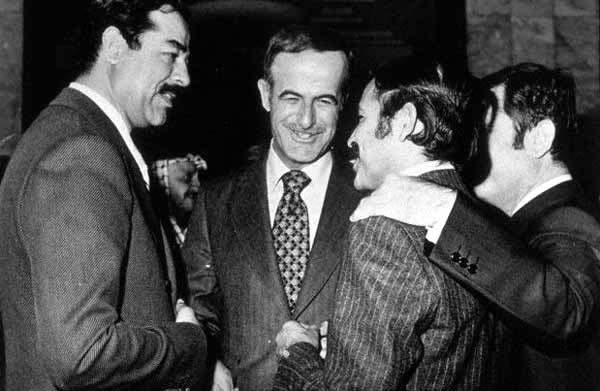

Публичная чистка в партии БААС (араб. حادثة قاعة الخلد‎) была осуществлена президентом Ирака Саддамом Хусейном на партийном собрании 22 июля 1979 года. Процесс чистки снимался на видео.

## Предыстория
Ахмад Хасан Аль-Бакр, в то время президент Ирака и председатель Совета революционного командования (СРК), начал сближение с Сирией (которая также является государством под руководством БААС) для объединения двух стран. Президент Сирии Хафез Аль-Асад стал бы лидером союза, что не нравилось Саддаму Хусейну. 16 июля Ахмад Хасан Аль-Бакр подал в отставку, и власть была передана Хусейну, который стал также руководителем БААС, присвоив себе таким образом диктаторские полномочия.

## Чистка
Хусейн созвал собрание партийных лидеров 22 июля. Во время собрания, которое он приказал снять на видео, он заявил, что обнаружил «пятую колонну» внутри партии. Секретарь СРК Абдель-Хусейн признался, что играл ведущую роль в поддерживаемом Сирией заговоре против правительства Ирака, и назвал ещё 68 предполагаемых соучастников. Они выходили из зала один за другим по мере того, как назывались их имена, и затем арестованы. После того как список был зачитан, Хусейн поздравил тех, кто все еще находился в зале, с их лояльностью к правителю. Те, кто был арестован, впоследствии были признаны виновными в государственной измене. Двадцать два человека, в том числе пять членов Совета революционного командования, были приговорены к расстрелу. Тем, кого оправдали, дали оружие и приказали расстрелять своих товарищей.

## Последствия
К 1 августа были казнены сотни высокопоставленных членов партии. 8 августа Иракское агентство новостей объявило, что 21 из 22 человек были расстреляны «за участие в заговоре с целью свержения нового президента Ирака». 22-й мужчина был заочно приговорен к смертной казни, потому что его «нигде не могли найти», сообщило агентство. Видеозапись собрания и казней была распространена по всей стране.